# El hijo del barrio
El hijo del barrio es una película de Argentina en blanco y negro dirigida por Lucas Demare según el guion de Claudio Martínez Payva que se estrenó el 29 de febrero de 1940 y que tuvo como protagonistas a Herminia Mancini, Roberto Fugazot y Fanny Navarro.

## Sinopsis
Un joven que desde la provincia viaja a Buenos Aires para estudiar Derecho tiene penurias económicas hasta que recibe ayuda de un vecino.

## Reparto
- Roberto Blanco
- Olimpio Bobbio
- Ricardo de Rosas
- Isabel Figlioli
- Roberto Fugazot
- Mercedes Gisper
- Adolfo Linvel
- Herminia Mancini
- Fanny Navarro
- Pepito Petray
- Ernesto Raquén
- María Santos
- Domingo Sapelli
- Tito Gómez (sin acreditar)
- Semillita (sin acreditar)
- Carlos Fioriti

## Comentario
El crítico Calki escribió que el filme "intenta ser una comedia de costumbres", Roland opinó: "Una realización esforzada...tiene argumento poco menos que indefendible" y Manrupe y Portela dicen:

"El sueño del título universitario, la confrontación campo-ciudad en una floja historia de encargo, con poco para resaltar."